# Пригоди графа Невзорова
«Пригоди графа Невзорова» (рос. «Похождения графа Невзорова») — радянський пригодницький фільм, знятий у 1982 році Олександром Панкратовим-Чорним за мотивами повісті О. М. Толстого «Пригоди Невзорова, або Ібікус». Текст від автора читає Валентин Гафт.

## Сюжет
Скромне життя бухгалтера транспортної контори Невзорова після Лютневої революції радикально змінилося. Пограбувавши німця-антиквара, він став видавати себе за графа і пустився у всі тяжкі; утримував гральний будинок, торгував жінками, співпрацював з контррозвідкою, часом лише дивом примудряючись вціліти і почати все спочатку.

## У ролях
- Лев Борисов —  Семен Іванович Невзоров
- Петро Щербаков —  Ртищев
- Володимир Самойлов —  Теплов, полковник контррозвідки
- Ігор Ясулович —  граф Шамборен
- Валентин Брилєєв —  Ліверовський
- Нонна Терентьєва —  Анна Григорівна
- Павло Винник —  антиквар
- Леонід Плешаков —  Бурштейн
- Юрій Дубровін —  п'яний офіцер
- Володимир Мащенко —  Прилуков
- Інга Будкевич — вдова полковника

## Знімальна група
- Режисер-постановник:  Олександр Панкратов-Чорний
- Сценаристи:  Олександр Алов,  Володимир Наумов
- Оператор-постановник:  Дільшат Фатхулін
- Художник-постановник:  Євген Черняєв
- Композитор і диригент:  Мурад Кажлаєв